# CNBC
CNBC é um canal de televisão por assinatura dos Estados Unidos especializado em jornalismo econômico, pertencente ao NBCUniversal News Group, uma divisão da NBCUniversal, subsidiária da Comcast.  A emissora transmite, ao vivo, programas de notícias e análises sobre o mercado financeiro durante as manhãs, o horário de pregão e o início da noite. Nos demais períodos, como no horário nobre durante a semana e aos finais de semana, a programação é composta por documentários e reality shows voltados ao mundo dos negócios, além de apresentações ocasionais da NBC Sports. O canal também mantém o portal CNBC.com, que oferece notícias, vídeos, podcasts e serviços por assinatura. A sede e os estúdios principais da CNBC ficam em Englewood Cliffs, em Nova Jersey, além de manter um estúdio no Nasdaq MarketSite, na Times Square, em Nova Iorque.
Fundada em abril de 1989 com o nome Consumer News and Business Channel, resultado de uma parceria entre a NBC e a Cablevision. Em 1991, após a falência da concorrente Financial News Network (FNN), a NBC adquiriu esse canal e a incorporou à CNBC. Nesse mesmo período, a NBC também comprou a parte da Cablevision, passando a ser a única proprietária. Além das operações nos Estados Unidos, a CNBC mantém as filiais internacionais CNBC Europe e CNBC Asia, e possui diversos afiliados internacionais por meio de parcerias e acordos de licenciamento de marca.
Em 2023, a CNBC registrou maior audiência total no dia e no horário nobre do que sua principal rival, a Fox Business, mas ficou atrás da concorrente durante o horário de pregão.
Em 2025, a CNBC lançou o serviço de streaming CNBC+.

## História

### Origem e estabelecimento
As raízes da CNBC remontam à fundação, em 1979, da Satellite Program Network (SPN), que exibia uma mistura de filmes antigos e programas educativos e de entretenimento de baixo orçamento, posteriormente renomeada para Tempo Television. Após assinar inicialmente uma carta de intenções para adquirir a Tempo, a NBC optou por arrendar o transponder do canal em junho de 1988. Sob a direção de Tom Rogers, o canal foi relançado em 17 de abril de 1989 como Consumer News and Business Channel, com Neil Cavuto apresentando a primeira transmissão. A CNBC foi inicialmente operada como uma parceria entre NBC e Cablevision, com sede em Fort Lee, Nova Jersey. Sue Herera e Scott Cohn integraram a equipe desde o início.
Inicialmente, a CNBC enfrentou dificuldades em obter distribuição por cabo devido à concorrência com a Financial News Network (FNN). Em 1990, estava presente em apenas 17 milhões de residências, menos da metade do alcance da FNN.
Após um escândalo contábil, a FNN pediu proteção contra falência em março de 1991. Em maio de 1991, a CNBC adquiriu a FNN por US$ 154,3 milhões, fundindo as operações e contratando cerca de 60 dos 300 funcionários, incluindo Joe Kernen e Bill Griffeth, enquanto outros ex-funcionários foram contratados pela Bloomberg Television. A distribuição passou a mais de 40 milhões de residências, e a Cablevision vendeu sua participação para a NBC.
Em 1993, Roger Ailes foi contratado como presidente da CNBC para reverter a situação do canal, aumentando a receita anual de US$ 43 milhões para US$ 110 milhões antes de renunciar em 1996.
A CNBC expandiu-se internacionalmente com o lançamento da CNBC Asia em 1995, com sede em Hong Kong, e da CNBC Europe em 1996, sediada em Londres. Em 1997, a CNBC formou uma aliança estratégica com a Dow Jones, que incluiu compartilhamento de conteúdo e a fusão de seus canais concorrentes na Europa e na Ásia. Como resultado, o European Business News, com sede em Londres, e o Asia Business News, sediado em Singapura, foram incorporados às operações da CNBC na Europa e na Ásia, respectivamente. Com isso, a CNBC encerrou suas atividades em Hong Kong e transferiu a CNBC Asia para os estúdios da ABN em Singapura.
No final da década de 1990 e início dos anos 2000, a audiência da CNBC cresceu consideravelmente, frequentemente superando a CNN durante o horário de pregão. A maior audiência diurna em 2000 foi de 343.000 espectadores.

### Década de 2000
Após o colapso da bolha das dot-com, a CNBC enfrentou uma queda acentuada em sua audiência, registrando recuos de 44% em 2002 e mais 5% em 2003. A perda de espectadores se manteve até o primeiro trimestre de 2005, quando a média diária caiu para 134 mil telespectadores.
Entre 2001 e 2006, o site da CNBC foi operado em parceria com o MSN, ampliando sua presença online. Em agosto de 2003, a emissora fechou acordo com a AccuWeather para fornecimento de conteúdo meteorológico. Pouco depois, em outubro, a sede mundial da CNBC foi transferida de Fort Lee para um moderno estúdio de produção digital em Englewood Cliffs, Nova Jersey.
No final de 2005, a NBC Universal reassumiu o controle total das operações da CNBC Europe e CNBC Asia, anteriormente em parceria com o Dow Jones, mantendo, porém, o licenciamento do conteúdo nos EUA até 2012.
Em 2006, a CNBC registrou receita anual de US$ 510 milhões e, em setembro, lançou o índice FTSE CNBC Global 300, em colaboração com o Grupo FTSE, reunindo as quinze maiores empresas de cada setor do Industry Classification Benchmark e as trinta maiores de mercados emergentes. No ano seguinte, a emissora alcançou lucros de mais de US$ 333 milhões, consolidando-se como o segundo canal a cabo mais lucrativo da NBC Universal nos EUA, atrás apenas da USA Network, enquanto sua audiência atingia novos recordes.
Durante 2007, a CNBC expandiu sua presença internacional com o lançamento da CNBC Africa em 1º de junho, criou a "CNBC Investor Network" em outubro e estabeleceu parceria de conteúdo com o Yahoo! Finance.
Em 2008, novas parcerias de conteúdo foram firmadas com o The New York Times e a AOL, impulsionando a audiência diurna para a maior média em sete anos, com 310 mil espectadores no primeiro trimestre. No ano seguinte, a cobertura da Grande Recessão provocou nova queda na audiência.

### Década de 2010
Em janeiro de 2010, a emissora inaugurou o canal SBS-CNBC em língua coreana, marcando o décimo quinto canal da marca no mundo. Em julho, a BT firmou um contrato de cinco anos com a CNBC Europe para distribuir conteúdo do seu centro em Londres para canais parceiros na Europa e nos EUA.
Em 2011, a CNBC recebeu um prêmio na International Broadcasting Convention por sua tecnologia CNBC 4D, que permitia aos apresentadores interagir com gráficos 3D. Em junho de 2012, expandiu sua parceria com o Yahoo! Finance para alcançar mais espectadores online, registrando 6,5 milhões de visitantes únicos nos EUA.
Em 2013, a apresentadora Maria Bartiromo deixou a CNBC para a Fox Business, e a CNBC assumiu a produção do programa Nightly Business Report. Desde 2013, a empresa publica listas anuais como o CNBC Disruptor 50 e, desde 2014, o CNBC25.
Em 6 de janeiro de 2015, a CNBC alterou seu método de cálculo de audiência, substituindo as medições da Nielsen por um sistema desenvolvido pela Cogent Research. Esse novo método avalia a audiência da programação voltada ao mercado financeiro por meio de pesquisas com consultores financeiros e investidores, com o objetivo de fornecer uma medição mais precisa do público fora de casa. As medições da Nielsen continuam sendo utilizadas para acompanhar a audiência da programação de entretenimento. No mesmo ano, um debate de candidatos do Partido Republicano transmitido pelo canal alcançou 14 milhões de telespectadores, recorde até então.
Em 2016, a CNBC anunciou parceria com a emissora indonésia Trans Media para criar a CNBC Indonesia. Em 2017, a Fox Business ultrapassou a CNBC como a emissora de jornalismo econômico mais assistida durante o dia.

### Década de 2020
Em 2020, as operações de vídeo online da CNBC atingiram recorde de 1,92 bilhão de visualizações digitais, e a emissora contratou Shepard Smith para apresentar o noticiário The News with Shepard Smith.
Em 2021, firmou nova parceria com Jim Cramer para desenvolvimento de eventos e conteúdo digital, incluindo o serviço de assinatura CNBC Investing Club with Jim Cramer, lançado em janeiro de 2022.
Em agosto de 2022, Mark Hoffman deixou o cargo de presidente, sendo substituído por KC Sullivan, que passou a ampliar a programação voltada ao público de negócios. O programa de Shepard Smith foi cancelado em novembro de 2022, sendo substituído pelo Last Call with Brian Sullivan, exibido entre janeiro de 2023 e julho de 2024.
Em dezembro de 2023, a CNBC passou por uma grande reformulação visual, atualizando o logo e simplificando os gráficos na tela, incluindo o ticker de ações.
Em abril de 2024, o canal comemorou 35 anos com cerimônia na Bolsa de Valores de Nova York.

Em novembro de 2024, foi lançada a Times Brasil, primeira franquia local da CNBC na América do Sul. No mesmo mês, a NBCUniversal anunciou sua intenção de desmembrar a maior parte de seus canais de televisão por assinatura, incluindo a CNBC, criando uma nova empresa de capital aberto controlada pelos acionistas da Comcast, posteriormente nomeada Versant.